# Alexandre Moitte
Pour les articles homonymes, voir Moitte.
Alexandre Moitte, né le 15 septembre 1750 à Paris, où il est mort le 15 février 1828, est un peintre français.

## Biographie
Alexandre Moitte est le fils de Pierre-Étienne Moitte (1722-1780), graveur du Roi et peintre, et de Marie Vitray.
Il grandit parmi une famille d'artiste. Outre le père qui est déjà renommé, ses trois frères et deux sœurs se feront connaitre : Jean Guillaume (1746-1810) en sculpture, Jules Philibert (1754-1808) en architecture, François Auguste (1744-?), Angélique-Rose (1745-1820) et Élisabeth-Mélanie (1749-1825) en gravure.
Admis en 1768 à l'académie royale de peinture, il obtient une deuxième médaille et prend part en 1772 au concours du prix de Rome. Il obtient plus tard la première médaille, puis se lance dans la composition de décoration de pièces en porcelaine.
En 1776, il collabore avec Pierre Deruelle (1727-?), architecte et propriétaire de la manufacture, à Clignancourt. Il est directeur artistique et propose alors des projets de décoration des pièces de porcelaine. La fabrique prend pour marque un moulin, puis sous le patronage de Monsieur un M surmonté d'une couronne,. La manufacture de Clignancourt est accusée en 1783, d'imiter les manufactures de Sèvres et de la concurrencer de façon déloyale.
Le 14 avril 1788, il épouse la fille de Pierre Deruelle, Charlotte Deruelle (1766-1847), plusieurs enfants viennent au monde : Antoine Guillaume Alexandre (1789-?), Auguste Pierre Charles (1791-1875), Flore (1794-1863) et Adrien Jules Philibert (1798-?).
En 1792, il acquiert la manufacture de porcelaine. Il cède, après plusieurs années d'activité, l'entreprise en 1799 et quitte Clignancourt pour le Cloître Saint-Germain-l'Auxerrois.
Il devient professeur de dessin et cartes à l'école spéciale impériale militaire (école de cavalerie de Saint-Germain-en-Laye). Il occupe ce poste durant vingt années.
Outre la peinture, il réalise de nombreux dessins.

## Publication
- Cours complet de topographie, Paris, T. Barrois, 1806 (lire en ligne).